# Hájske
Hájske (Hongaars: Köpösd) is een Slowaakse gemeente in de regio Nitra, en maakt deel uit van het district Šaľa.
Hájske telt 1.337 inwoners.